# 홍지운 (소설가)
홍지운(1985년 12월 21일 ~ )은 대한민국의 SF 소설가로, 과거 필명 dcdc로 활동해 왔다. 2014년 《무안만용 가르바니온》으로 제2회 SF 어워드 장편 대상을 수상하였고, 《구미베어 살인사건》, 《월간주폭초인전》 등의 단편집을 냈다. 청강문화산업대학교 교수로 재직중이다.

## 저작 목록

### 장편소설
- 무안만용 가르바니온(2014)

### 단편집
- 대통령 항문에 사보타지(2014)
- 구미베어 살인사건(2018)